# Iwie (gmina)
Iwie – dawna gmina wiejska istniejąca do 1939 roku w województwie nowogródzkim w Polsce (obecnie na Białorusi). Siedzibą gminy było Iwie (2731 mieszk. w 1921 roku), które początkowo stanowiło odrębną gminę miejską.
Początkowo gmina należała do powiatu oszmiańskiego. 12 grudnia 1920 r. została przyłączona do nowo utworzonego powiatu wołożyńskiego pod Zarządem Terenów Przyfrontowych i Etapowych. 19 lutego 1921 r. wraz z całym powiatem weszła w skład nowo utworzonego województwa nowogródzkiego. 22 stycznia 1926 roku gmina (wraz z Iwiem) została przyłączona do powiatu lidzkiego w tymże województwie.
Po wojnie obszar gminy Iwie został odłączony od Polski i włączony do Białoruskiej SRR.